# Авайкі
Авайкі (пол. Awajki, нім. Awecken) — село в Польщі, у гміні Пасленк Ельблонзького повіту Вармінсько-Мазурського воєводства.
Населення — 60 осіб (2011).
У 1975-1998 роках село належало до Ельблонзького воєводства.

## Демографія
Демографічна структура станом на 31 березня 2011 року:
|          | Загалом | Допрацездатний вік | Працездатний вік | Постпрацездатний вік |
| -------- | ------- | ------------------ | ---------------- | -------------------- |
| Чоловіки | 26      | 4                  | 22               | 0                    |
| Жінки    | 34      | 7                  | 21               | 6                    |
| Разом    | 60      | 11                 | 43               | 6                    |